# San Giovanni Lipioni
San Giovanni Lipioni é uma comuna italiana da região dos Abruzos, província de Chieti, com cerca de 287 habitantes. Estende-se por uma área de 8 km², tendo uma densidade populacional de 36 hab/km². Faz fronteira com Castelguidone, Celenza sul Trigno, Roccavivara (CB), Torrebruna.

## Demografia
| Variação demográfica do município entre 1861 e 2011                               |
|                                                                                   |
| Fonte: Istituto Nazionale di Statistica (ISTAT) - Elaboração gráfica da Wikipedia |